# Lepidopsetta mochigarei
Lepidopsetta mochigarei — вид камбалоподібних риб родини камбалових (Pleuronectidae).

## Поширення
Це донна риба, яка живе на дні в помірних водах північно-західної частини Тихого океану від Корейського півострова до південного Охотського моря.

## Опис
Риба виростає до 40 см завдовжки.